# Тулепов, Килиш
Килиш Тулепов (каз. Қылыш Төлепов; 1902 год — 1992 год) — старший чабан совхоза «Сагызский» Байганинского района Актюбинской области, Казахская ССР. Герой  Социалистического Труда (1966).

## Биография
Родился в 1902 году в крестьянской семье на территории современного Байганинского района. До 1928 года занимался батрачеством. Позднее переехал в Гурьевскую область, где работал в одном из рыболовных хозяйств. Позднее трудился чабаном в колхозе «Мукур» в Гурьевской области. С 1952 года — старший чабан совхоза «Сагызский» Байганинского района.
В 1965 году бригада Килиша Тулепова достигла выдающихся трудовых достижений в овцеводстве. Указом Президиума Верховного Совета СССР от 22 марта 1966 года «за достигнутые успехи в развитии животноводства, увеличении производства и заготовок мяса, молока, яиц и шерсти и другой продукции» удостоен звания Героя Социалистического Труда с вручением ордена Ленина и золотой медали «Серп и Молот».
В 1958 году за высокие показатели в выращивании овец награждён Почётной грамотой Верховного Совета Казахской ССР и Орденом Трудового Красного Знамени. Его имя занесено в «Книгу трудовой славы» Актюбинской области.
Участвовал во Всесоюзной выставке ВДНХ.
Скончался в 1992 году.
Награды
- Герой Социалистического Труда
- Орден Ленина
- Орден Трудового Красного Знамени